# Kevin Maher (Journalist)
Kevin Thomas Maher (* 1972 in Dublin, Irland) ist ein irischer Journalist, Filmkritiker, Kolumnist und Schriftsteller, der in Großbritannien lebt.

## Leben
Maher lebt seit 1994 in London, wo er als Journalist für Publikationen wie The Guardian, The Independent, The Observer und The Times tätig ist. Hierbei spezialisierte er sich auf Filmkritiken und Nachrichten aus der Theater- und Filmwelt. Für The Times ist er seit 2007 auch Kolumnist.
Bei den Arbeiten für den Film The Face des Jahres 1997 war Maher als Filmredakteur (contributing editor) tätig. Sein erster Roman erschien 2013 mit dem Originaltitel The Fields und in deutscher Sprache im gleichen Jahr mit dem Titel Nichts für Anfänger.

## Auszeichnungen und Preise
- 2013: Waterstones 11 Buchpreis für Debütautoren für The Fields.

## Veröffentlichungen
- The Fields. Reagan Arthur Books. New York City 2013, ISBN 978-0-316-22356-0.
  - deutsch von Dietlind Falk: Nichts für Anfänger, Roman. Karl Blessing Verlag, München 2013, ISBN 978-3-89667-494-4.
  - als Taschenbuch: Heyne, München 2015, ISBN 978-3-453-41806-6.
- Last Night on Earth. Little Brown, London 2015, ISBN 978-1-4087-0507-0.